# Santa Cruz (Paraíba)
Santa Cruz is een gemeente in de Braziliaanse deelstaat Paraíba. De gemeente telt 6.677 inwoners (schatting 2009).